# Рекинцо
Рекинцо́ —  микрорайон на юго-востоке города Солнечногорск Московской области России.

## Топоним
Название микрорайона Рекинцо́ произошло от названия деревни Рекино, находящейся между 61-м километром Ленинградского шоссе и Октябрьской железной дорогой за деревней Дубинино. Никакой реки там никогда не было, а вот деревней владел помещик Рекин и жителей называли «рЕкинцы». В итоге ударение получилось на последнем слоге и деревню стали называть РекинцЫ, а это название трансформировалось в Рекинцо. Считается также, что название Рекинцо является уменьшительным от Рекино. Тем не менее, старожилы, ещё заставшие живую деревню Рекино, продолжают называть родной микрорайон с ударением на первом слоге, поздние переселенцы — делают ударение на последний слог.

## История
Строительство микрорайона Рекинцо начато в 1970 году на юго-восточной окраине города Солнечногорска. 
К 2010 году микрорайон перешагнул 10 тыс. черту численности жителей и занимает всю территорию между Ленинградским шоссе, юго-восточным лесным массивом и южным берегом озера Сенеж. 

## Инфраструктура
В Рекинцо имеется спортивный комплекс с бассейном, два детских сада и школа, запланированная к постройке в 1972 году и построенная только в 1987 году. На территории микрорайона находятся две библиотеки — Городская и Городская детская, обе являются филиалами Солнечногорской районной библиотеки. 
В лесном массиве, примыкающем к микрорайону, в 1980-х годов, в канун 40-летия победы в ВОВ был заложен парк Победы в честь советских воинов павших в Великой Отечественной войне. Парк Победы представляет собой деревья хвойных пород (лиственница), высаженные в форме пятиконечной звезды, часть которой отчётливо видна из космоса. В 2020 году грандиозное сооружения, около 40 лет простоявшее в ожидании окончания строительства, вошло в состав МБУК «Парки Солнечногорья». В 2023 году принято решение внести Парк Победы в проект реконструкции в рамках программы Правительства Московской области «Формирование современной городской среды».